# Sancho Fernández de Monteagudo

Escudos de los Ricoshombres de Navarra.

Sancho Fernández de Monteagudo fue un ricohombre del reino de Navarra, del siglo XIII, senescal de Teobaldo I y de Teobaldo II.
Fue tenente en Leguín y Rocaforte. Como embajador acudió a Castilla para tratar la boda de Blanca, hija de Teobaldo I, con el futuro Alfonso X sin llegar a acuerdo. Estuvo en los convenios entre Tudela y el senescal Ponz de Duyme. Nombrado senescal de forma ininterrumpida desde 1244 hasta la muerte de Teoblado I (1253). Su intervención con respecto a las Juntas de Infanzones de Obanos es contradictoria. En el informe de 1281, donde se hace un análisis exhaustivo de sus actividades, aparece en ocasiones secundándo y otras oponiéndose a ellas. Con Teobaldo II fue también senescal hasta 1255 compartiendo este cargo con García Almoravid, padre del García Almoravid que fue líder en la guerra de la Navarrería de 1276. En 1253-54 participó en la alianza con Aragón. Fue sustituido por un champanés. En 1256 figura como tenente de Murillo el Fruto.
En 1259 ya había muerto pues en el registro de la Cámara de Comptos de Navarra ya consta que un pago lo reciben sus hijos. Fueron hijos Pedro Sánchez de Monteagudo y Juan Sánchez de Cascante.